# Reunião Democrática Africana da Guiné
A Reunião Democrática Africana da Guiné (RDAG) foi um movimento independentista da Guiné Portuguesa.